# أرتيوم فيدتشوك
أرتيوم فيدتشوك (الروسية: Федчук, Артём Константинович) هو لاعب كرة قدم روسي في مركز الهجوم، ولد في 20 ديسمبر 1994 في ليبيتسك في روسيا. لعب مع سبارتاك موسكو ونادي سبارتاك موسكو 2 لكرة القدم.

## وصلات خارجية
- أرتيوم فيدتشوك على موقع قاعدة بيانات كرة القدم.إي يو (الإنجليزية)
- أرتيوم فيدتشوك على موقع Soccerway.com (الإنجليزية)
- أرتيوم فيدتشوك على موقع عالم كرة القدم.نت (الإنجليزية)